# Elmar Klos

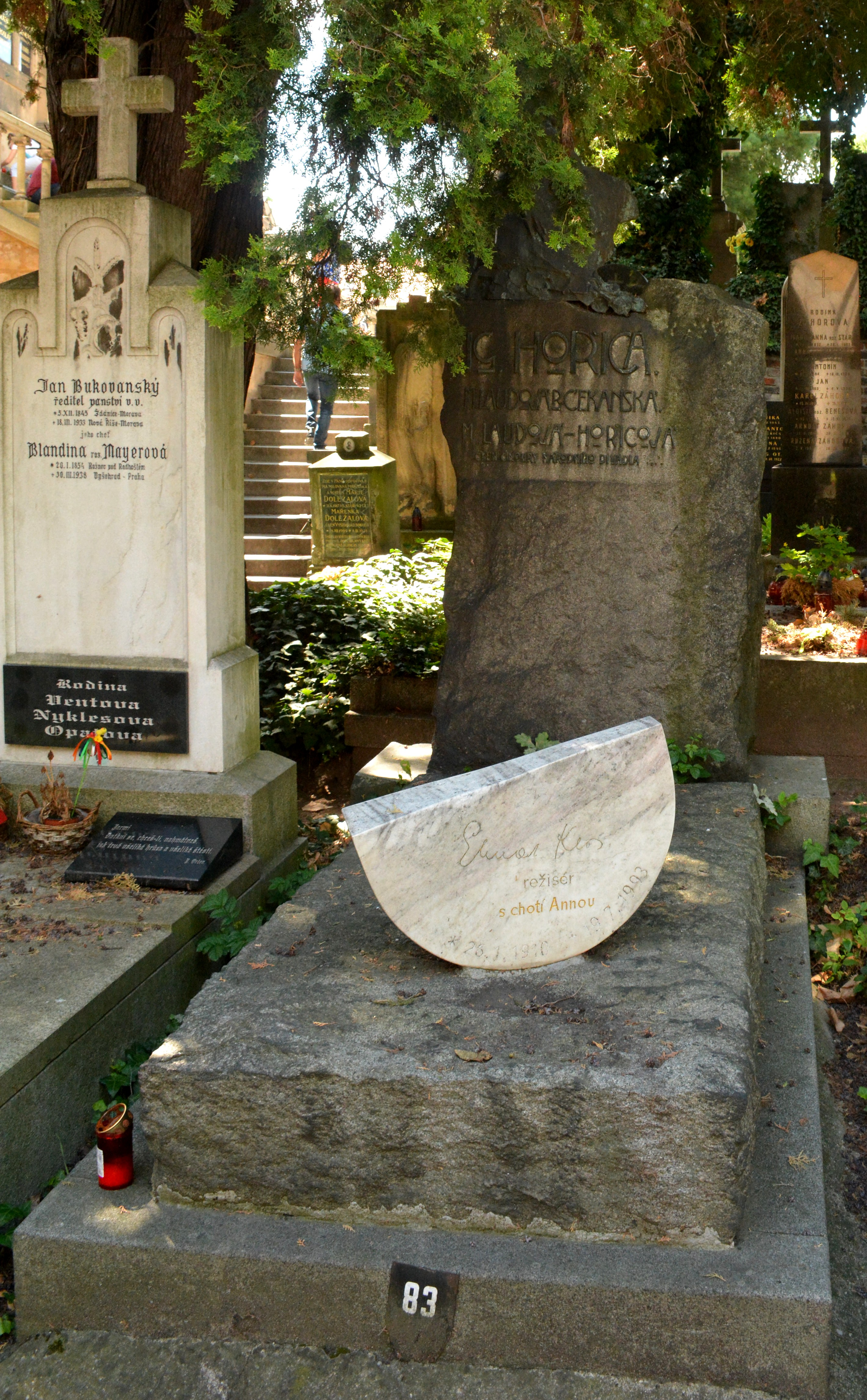
Hrob na pražském Vyšehradském hřbitově

Elmar Klos, vlastním jménem Elmar Jan Rudolf Kloss (26. ledna 1910 Brno – 19. července 1993 Praha), byl český filmový režisér, scenárista, dramaturg, pedagog a filmový manažer. Vytvořil výraznou tvůrčí dvojici s Jánem Kadárem.

## Životopis
Narodil se v Brně v rodině vládního rady Zemského úřadu Rudolfa Klosse (1880 ? –1969 ?) a Marie, rozené Hořicové (1886 Plzeň –1975 Praha). Jeho prarodiči z matčiny strany byli politik, novinář a spisovatel Ignát Hořica (1859–1902) a herečka Národního divadla Marie Laudová-Hořicová (1869–1931). Otec Rudolf upadl za první světové války do ruského zajetí a byl prohlášen za nezvěstného. Matka se mezitím sblížila s uherskohradišťským a později zlínským hejtmanem JUDr. Josefem Januštíkem (1880–1963), za kterého se roku 1920 po rozvodu s navrátivším se Klossem podruhé provdala. Od roku 1915 vyrůstal Elmar Klos v Uherském Hradišti, kde jeho matka působila za války jako hospodářská ředitelka válečného lazaretu. Zde také studoval v letech 1920–1926 na gymnáziu. 
Už v této době se díky rodinnému příteli pražské babičky – humoristovi Josefu Skružnému – stal jedním z adeptů na chlapeckou roli ve filmu Venoušek a Stázička (1922). I když roli nakonec nedostal, o čtyři roky později začal spolupracovat na scénářích několika němých komedií s Vlastou Burianem a proto se přestěhoval do Prahy, kde také dokončil střední školu na gymnáziu v Truhlářské ulici (1926–28). Začal rovněž statovat, vypomáhal ve filmových ateliérech, kde se postupně seznámil prakticky se všemi filmovými profesemi, a přispíval do Humoristických listů. Procestoval většinu evropských zemí. Seznámil se s Vladislavem Vančurou (svým vzdáleným příbuzným přes Jiřího Mahena), který v něm povzbudil vyšší filmařské ambice. V letech 1928–1933 vystudoval práva na Univerzitě Karlově a po těžkém zánětu pobřišnice na krátko nastoupil na místo úředníka Ústřední sociální pojišťovny (1934). 
Od roku 1932 navázal spolupráci s firmou Baťa Zlín a přivydělával si psaním scénářů pro její reklamní snímky. V roce 1934 se na základě konkurzu stal vedoucím jejich firemní filmové skupiny. Přestěhoval se do Zlína, kam současně přesídlil jako hejtman nově zřízeného okresu jeho otčím s matkou a kde dostala celá rodina od Bati k dispozici vilu, známou později jako Zikmundova. Za svého působení ve Zlíně (1934–1945) dal Klos dohromady výrazné filmové tvůrčí osobnosti (Alexander Hackenschmied, František Pilát, Jan Lukas, Ladislav Kolda aj.), sám podle svých scénářů natočil několik propagačních snímků a dokumentů (někdy pod pseudonymy Klaus Hakon, Jiří Musil, Jan Kutil, F. Šestka). V roce 1936 podnikl s kolegy studijní cestu do USA a následující rok se stal prvním vedoucím nového ateliéru na Kudlově. Za nacistické okupace se také zasloužil o to, že tam začaly pracovat další osobnosti českého filmu jako byla Hermína Týrlová a Karel Zeman. V letech 1939–1940 byl vedoucím výroby a dramaturgem Baťou najatých pražských ateliérů v Hostivaři. Po jejich zabrání nacisty pomáhal s uspořádáním dvou zlínských filmových přehlídek Filmové žně (1940, 1941). Když bylo v roce 1942 okupanty zabráno i studio na Kudlově, byl jako pracovník Baťových pomocných závodů správcem nemovitostí a vedoucím kin na Zlínsku. 
Po válce se stal (spolu s dalšími lidmi) jedním z hlavních organizátorů znárodňování československého filmu.
V letech 1942–1953 byl Elmar Klos majitelem vily ve Zlíně, kterou pak prodal cestovateli Miroslavu Zikmundovi.

### Tvůrčí duo Kadár–Klos
Klos se s Jánem Kadárem poprvé sešel ve studiích Krátkého filmu hned po válce, nicméně Kadár se ještě na nějakou dobu vrátil do Bratislavy. S Klosem začal spolupracovat poté, co ho vyhodili v Bratislavě a on se ho zastal. První film natočili v roce 1952 pod jménem Únos. Natočili spolu celkem osm filmů, největšího úspěchu a ohlasu doznal film Obchod na korze z roku 1965, který získal o rok později ocenění Oscar za nejlepší cizojazyčný film. Tato jejich vzájemně 17 let trvající spolupráce byla přerušena až příchodem normalizace v roce 1969, neboť Ján Kadár emigroval do USA. Elmar Klos byl politicky perzekvován a vyhozen jak z FAMU tak i od Československého státního filmu.
Spolupráci si mezi sebou rozdělili tak, že Kadár více jednal s herci zatímco Klos se staral o výtvarnou, hudební část a střih filmu. Sám Klos popsal spolupráci: „Prostě dva hráči se sešli a doplňují se v tom, co umějí, ale i v tom, co neumějí. Vědí, kdy se na partnera mohou spolehnout a kdy ho sami musí podepřít.“ Na druhé straně Kadárův pomocný režisér Juraj Herz si všímal jejich propastného nesouladu a myslel si, že spolupráce je od Kadára pouze gesto vděku a samotný Klos je pro režii filmu zbytečný.

## Filmografie, výběr
- 1952 – Únos, s Jánem Kadárem
- 1955 – Hudba z Marsu, s Jánem Kadárem
- 1957 – Tam na konečné, s Jánem Kadárem
- 1958 – Tři přání, s Jánem Kadárem
- 1963 – Smrt si říká Engelchen, s Jánem Kadárem
- 1964 – Obžalovaný, s Jánem Kadárem
- 1965 – Obchod na korze, s Jánem Kadárem
- 1969 – Touha zvaná Anada, s Jánem Kadárem